# Unione Sportiva Cremonese 1992-1993
Questa voce raccoglie le informazioni riguardanti l'Unione Sportiva Cremonese nelle competizioni ufficiali della stagione 1992-1993.

## Stagione
Nella stagione 1992-1993 la Cremonese ha disputato il campionato di Serie B e si è piazzata al secondo posto con 51 punti, risalendo di nuovo in Serie A con la Reggiana che ha vinto il torneo con 53 punti, il Piacenza ed il Lecce con 48 punti. Una Cremonese tra le più belle di tutti i tempi, quella di questa stagione. Dalla Carrarese arriva il tecnico Gigi Simoni che costruisce una squadra che pratica un calcio semplice, ma redditizio e piacevole. La stagione inizia maluccio, subito fuori dalla Coppa Italia per mano del Perugia, in campionato l'esordio è una sconfitta pesante a Cesena. Poi i grigiorossi infilano otto vittorie di fila e volano in classifica. Il pronto ritorno in Serie A arriva il 6 giugno, nella penultima di campionato con la vittoria a Bari (1-2). La squadra grigiorossa ha potuto contare su un attacco travolgente, in campionato ha segnato 63 reti, la migliore di tutte, in stagione Andrea Tentoni ha segnato 18 reti, Gustavo Dezotti ne ha segnate 13, in doppia cifra anche lo sloveno Matjaz Florijancic con 10 centri. Per tutto l'inverno la Cremonese gioca le partite eliminatorie del Torneo Anglo - Italiano, vittoriose contro lo West Ham, il Tranmere ed il Derby County, mentre pareggiano (2-2) con il Bristol City. I grigiorossi vincono il girone di qualificazione, accedendo alle semifinali, dove superano nel doppio confronto il Bari, qualificandosi così per la finale, contro il Derby County, che si disputa il 27 marzo 1993 a Londra nel tempio di Wembley, e che i grigiorossi si aggiudicano (1-3), si è trattato della sedicesima edizione del trofeo.

## Rosa
| N. |                      | Ruolo | Calciatore           |
| -- | -------------------- | ----- | -------------------- |
|    | Italia (bandiera)    | A     | Ferdinando Turi      |
|    | Italia (bandiera)    | D     | Riccardo Castagna    |
|    | Italia (bandiera)    | D     | Francesco Colonnese  |
|    | Italia (bandiera)    | C     | Gianni Cristiani     |
|    | Argentina (bandiera) | A     | Gustavo Abel Dezotti |
|    | Italia (bandiera)    | C     | Ettore Ferraroni     |
|    | Slovenia (bandiera)  | A     | Matjaž Florijančič   |
|    | Italia (bandiera)    | C     | Marco Giandebiaggi   |
|    | Italia (bandiera)    | D     | Luigi Gualco         |
|    | Italia (bandiera)    | C     | Massimo Lombardini   |

| N. |                   | Ruolo | Calciatore         |
| -- | ----------------- | ----- | ------------------ |
|    | Italia (bandiera) | C     | Davide Lucarelli   |
|    | Italia (bandiera) | C     | Riccardo Maspero   |
|    | Italia (bandiera) | D     | Mario Montorfano   |
|    | Italia (bandiera) | C     | Eligio Nicolini    |
|    | Italia (bandiera) | C     | Alessandro Pedroni |
|    | Italia (bandiera) | C     | Vanni Pessotto     |
|    | Italia (bandiera) | A     | Andrea Tentoni     |
|    | Italia (bandiera) | P     | Luigi Turci        |
|    | Italia (bandiera) | D     | Corrado Verdelli   |
|    | Italia (bandiera) | P     | Giacomo Violini    |

## Risultati

### Serie B

#### Girone di andata
| Arbitro: | Brignoccoli (Ancona) |

|                                    |           |             |
| Hubner 6’, 60’ Destro 8’ Lerda 72’ | Marcatori | 85’ Tentoni |

| Arbitro: | Dinelli (Lucca) |

|                              |           |  |
| Maspero 22’ Tentoni 25’, 33’ | Marcatori |  |

| Arbitro: | Merlino (Torre del Greco) |

|  |           |                                     |
|  | Marcatori | 33’ Tentoni 37’ Nicolini 82’ Gualco |

| Arbitro: | Braschi (Prato) |

|                          |           |          |
| Nicolini 33’ Tentoni 86’ | Marcatori | 45’ Ripa |

| Arbitro: | Baldas (Trieste) |

|                 |           |  |
| Dezotti 7’, 84’ | Marcatori |  |

| Arbitro: | Rodomonti (Teramo) |

|              |           |                                    |
| Robbiati 89’ | Marcatori | 10’ Dezotti 44’ Gualco 70’ Tentoni |

| Arbitro: | Luci (Firenze) |

|                                          |           |  |
| Maspero 16’ Nicolini 33’ Florijancic 92’ | Marcatori |  |

| Arbitro: | Borriello (Mantova) |

|                      |           |                         |
| Provitali 80’ (rig.) | Marcatori | 5’ Nicolini 28’ Dezotti |

| Arbitro: | Amendolia (Messina) |

|                                      |           |                |
| Bierhoff 15’ (aut.) Dezotti 56’, 73’ | Marcatori | 41’ Pergolizzi |

| Arbitro: | Bazzoli (Merano) |

|                         |           |             |
| Giandebiaggi 67’ (aut.) | Marcatori | 86’ Tentoni |

| Arbitro: | Stafoggia (Pesaro) |

|                              |           |             |
| Scarchilli 45’ Altobelli 76’ | Marcatori | 38’ Dezotti |

| Arbitro: | Nicchi (Arezzo) |

|                        |           |                           |
| Gualco 12’ Tentoni 66’ | Marcatori | 48’ Maiellaro 61’ Bonaldi |

| Arbitro: | Bettin (Padova) |

|                                    |           |                        |
| Papais 8’ De Vitis 47’ (rig.), 50’ | Marcatori | 5’ Tentoni 37’ Dezotti |

| Arbitro: | Franceschini (Bari) |

|            |           |                      |
| Gualco 77’ | Marcatori | 23’ (aut.) Cristiani |

| Arbitro: | Ceccarini (Livorno) |

|                                 |           |                          |
| Incocciati 7’ Gualco 48’ (aut.) | Marcatori | 27’ Tentoni 75’ Castagna |

| Arbitro: | Pellegrino (Barcellona Pozzo di Gotto) |

|               |           |             |
| Lucarelli 73’ | Marcatori | 13’ Ansaldi |

| Arbitro: | Arena (Ercolano) |

|                                     |           |             |
| Pacione 73’ P. Sacchetti 79’ (rig.) | Marcatori | 88’ Pedroni |

| Arbitro: | Collina (Viareggio) |

|                                              |           |  |
| Florijancic 22’, 84’ Tentoni 38’ Maspero 75’ | Marcatori |  |

| Arbitro: | Nicchi (Arezzo) |

|                    |           |                              |
| Cinello 64’ (rig.) | Marcatori | 36’ Lombardini 39’ Cristiani |

#### Girone di ritorno
| Arbitro: | Rodomonti (Teramo) |

|             |           |  |
| Maspero 46’ | Marcatori |  |

| Arbitro: | Trentalange (Torino) |

|              |           |             |
| Di Livio 26’ | Marcatori | 50’ Dezotti |

| Arbitro: | Pairetto (Nichelino) |

|             |           |  |
| Tentoni 19’ | Marcatori |  |

| Andria 21 febbraio 1993 23ª giornata | Fidelis Andria  | 0 – 0 | Cremonese | Stadio Comunale\| Arbitro: \| Braschi (Prato) \| |
| Arbitro:                             | Braschi (Prato) |       |           |                                                  |

| Pisa 28 febbraio 1993 24ª giornata | Pisa                      | 0 – 0 | Cremonese | Stadio Arena Garibaldi\| Arbitro: \| Merlino (Torre del Greco) \| |
| Arbitro:                           | Merlino (Torre del Greco) |       |           |                                                                   |

| Arbitro: | Racalbuto (Gallarate) |

|            |           |               |
| Gualco 22’ | Marcatori | 49’ Artistico |

| Arbitro: | Dinelli (Lucca) |

|                   |           |  |
| D. Pellegrini 79’ | Marcatori |  |

| Arbitro: | Franceschini (Bari) |

|                                 |           |  |
| Dezotti 68’ Nicolini 86’ (rig.) | Marcatori |  |

| Arbitro: | Pellegrino (Barcellona Pozzo di Gotto) |

|                                     |           |  |
| Troglio 6’ Zaini 24’ B. Carbone 61’ | Marcatori |  |

| Arbitro: | Brignoccoli |

|                                            |           |                                 |
| Tentoni 16’, 22’ Gualco 79’ Lombardini 92’ | Marcatori | 56’ (aut.) Verdelli 63’ Lorenzo |

| Arbitro: | Felicani (Bologna) |

|                         |           |  |
| Tentoni 25’ Dezotti 60’ | Marcatori |  |

| Arbitro: | Braschi (Prato) |

|                   |           |                 |
| Romano 22’ (rig.) | Marcatori | 3’ Giandebiaggi |

| Arbitro: | Ceccarini (Livorno) |

|                         |           |  |
| Castagna 2’ Maspero 77’ | Marcatori |  |

| Arbitro: | Amendolia (Messina) |

|  |           |                     |
|  | Marcatori | 6’ (aut.) F. Marino |

| Arbitro: | Trentalange (Torino) |

|                            |           |                       |
| Giandebiaggi 9’ Gualco 65’ | Marcatori | 30’ List 41’ Bellotti |

| Lucca 23 maggio 1993 35ª giornata | Lucchese                      | 0 – 0 | Cremonese | Stadio Porta Elisa\| Arbitro: \| Quartuccio (Torre Annunziata) \| |
| Arbitro:                          | Quartuccio (Torre Annunziata) |       |           |                                                                   |

| Cremona 30 maggio 1993 36ª giornata | Cremonese     | 0 – 0 | Reggiana | Stadio Giovanni Zini\| Arbitro: \| Rosica (Roma) \| |
| Arbitro:                            | Rosica (Roma) |       |          |                                                     |

| Arbitro: | Cinciripini (Ascoli Piceno) |

|               |           |                                    |
| Tovalieri 23’ | Marcatori | 60’ Florijancic 81’ (aut.) Laureri |

| Arbitro: | Borriello (Mantova) |

|                                                      |           |  |
| Maspero 16’ Giandebiaggi 36’ Tentoni 48’ Dezotti 77’ | Marcatori |  |

## Coppa Italia
| Arbitro: | Brignoccoli (Ancona) |

|                      |           |  |
| Gelsi 64’ Pagano 69’ | Marcatori |  |

## Coppa Anglo-Italiana
| Arbitro: | Baratt |

|                      |           |  |
| Florijancic 51’, 64’ | Marcatori |  |

| Arbitro: | Bazzoli |

|            |           |                              |
| Malkin 21’ | Marcatori | 40’ Florijancic 47’ Verdelli |

| Arbitro: | Cinciripini |

|            |           |                                       |
| Kitson 38’ | Marcatori | 4’, 18’ Florijancic 7’ (aut.) Wassall |

| Arbitro: | Holbrook |

|                                     |           |                       |
| Bruzzano 80’ Florijancic 83’ (rig.) | Marcatori | 78’ Cole 88’ Rosenior |

| Arbitro: | Cinciripini |

|                                                                |           |                     |
| Nicolini 17’ (rig.) Florijancic 40’ Tentoni 79’ Lombardini 90’ | Marcatori | 25’ (aut.) Verdelli |

| Arbitro: | Trentalange |

|                             |           |                                 |
| Jarni 15’ Cucchi 33’ (rig.) | Marcatori | 44’ (rig.) Dezotti 50’ Castagna |

| Arbitro: | Velasquez |

|                |           |                                             |
| Gabbiadini 23’ | Marcatori | 11’ Verdelli 49’ (rig.) Maspero 83’ Tentoni |